# Аја ди Роко (Кјети)
Аја ди Роко (итал. Aia di Rocco) је насеље у Италији у округу Кјети, региону Абруцо.
Према процени из 2011. у насељу је живело 192 становника. Насеље се налази на надморској висини од 510 м.